# Ventarrón
Ventarrón è un sito archeologico peruviano, risalente al II millennio a.C., nei pressi della città moderna di Lambayeque. Il sito è vicino a Sipan, un altro insediamento archeologico della zona.
La struttura del sito, che fa parte di un complesso più ampio, è localizzata in una valle e le sue mura risulterebbero fra i più antichi ritrovamenti archeologici del continente americano. La scoperta è stata effettuata dall'archeologo peruviano Walter Alva durante degli scavi nel 2007.  Attualmente a Ventarrón opera una missione archeologica diretta da Ignacio Álva. Nel novembre del 2017, il sito di Ventarrón è stato danneggiato da un incendio.